# Грачёв, Владимир Васильевич
Владимир Васильевич Грачёв (8 января 1929 — 30 июля 1998) — передовик советского машиностроения, сталевар мартеновского цеха машиностроительного завода № 92 Министерства оборонной промышленности СССР, город Горький, Герой Социалистического Труда (1966).

## Биография
Родился в 1929 году в селе Бугры, ныне Нижегородской области в русской семье. Окончил среднюю школу. В годы Великой Отечественной войны, подростком трудился для фронта и для Победы.
В 1947 году приступил к работе подручным сталеваром Мартеновского цеха на Горьковском машиностроительном заводе № 92 имени Сталина. Вскоре познал все азы профессии и стал высокопрофессиональным сталеваром, инициатором скоростного сталеварения. Постоянно перевыполнял плановые задания.
Грачёв внёс неоценимый вклад в производство высокого качества продукции.
Указом Президиума Верховного Совета СССР от 28 июля 1966 года (закрытым) за достижение высоких показателей в производстве Владимиру Васильевичу Грачёву было присвоено звание Героя Социалистического Труда с вручением ордена Ленина и медали «Серп и Молот».
Проживал в городе Нижнем Новгороде. Умер 30 июля 1998 года. Похоронен на кладбище Копосово-Высоково в Нижнем Новгороде.

## Награды
За трудовые успехи был удостоен:
- золотая звезда «Серп и Молот» (28.07.1966)
- орден Ленина (28.07.1966)
- Медаль "За трудовое отличие" (19.07.1958)
- другие медали.